# Loop Loop
Loop Loop (korábban Loup Loup) az Amerikai Egyesült Államok északnyugati részén, Washington állam Okanogan megyéjében elhelyezkedő kísértetváros. A Geographic Names Information System adatbázisa szerint a név jelentése franciául „farkas farkas”.
Loop Loop postahivatala 1890 és 1895 között működött.

## Fordítás
Ez a szócikk részben vagy egészben  a   Loop Loop, Washington című angol Wikipédia-szócikk ezen változatának fordításán alapul.  Az eredeti cikk szerkesztőit annak laptörténete sorolja fel. Ez a jelzés csupán a megfogalmazás eredetét és a szerzői jogokat jelzi, nem szolgál a cikkben szereplő információk forrásmegjelöléseként.